# Acutandra gabonica
Acutandra gabonica – gatunek chrząszcza z rodziny kózkowatych i podrodziny pędeli (Parandrinae).
Gatunek ten został opisany w 1858 roku przez Thomsona jako Parandra gabonica. W 2012 roku Thierry Bouyer, Alain Drumnot i Antonio Santos-Silva dokonali jego redeskrypcji i przeniesienia do obecnego rodzaju.
Kózka o ciele długości od 12,1 mm do 25,3 mm, niespłaszczonym grzbietobrzusznie. Ubarwiona brązowo, z wierzchu ciemniej niż od spodu. Wierzch głowy grubo, zwłaszcza koło wierzchołka żeberka ocznego, punktowany. Zewnętrza strona żuwaczek u nasady umiarkowanie prosta, nienabrzmiała. Obszar między nadustkiem a przegubami gładki, bez wgłębienia. Czułki o stosunkowo długich członach: jedenastym i trzecim. Pokrywy punktowane grubo i wyraźnie, a żeberka na nich dobrze zaznaczone. Spód odwłoka słabo szagrynowany. Tylne golenie bez ząbków między zębem górnym a środkowym.
Chrząszcz afrotropikalny, znany z Gabon, Republiki Środkowoafrykańskiej, Gwinei Równikowej, Wybrzeża Kości Słoniowej, Kamerunu, Demokratycznej Republiki Konga, Rwandy i Burundi.